# Камбден на Голи (Западна Вирџинија)
Камбден на Голи (енгл. Camden-on-Gauley) град је у америчкој савезној држави Западна Вирџинија.

## Демографија
По попису из 2010. године број становника је 169, што је 12 (7,6%) становника више него 2000. године.
| Група             | 2000.       | 2010.        |
| Белци             | 156 (99,4%) | 169 (100,0%) |
| Афроамериканци    | 0 (0,0%)    | 0 (0,0%)     |
| Азијати           | 0 (0,0%)    | 0 (0,0%)     |
| Хиспаноамериканци | 0 (0,0%)    | 0 (0,0%)     |
| Укупно            | 157         | 169          |